# Chiesa di Santa Maria di Porto Salvo (Gaeta)
La chiesa di Santa Maria di Porto Salvo, anche detta degli Scalzi per la presenza nell'annesso convento e dei santi Cosma e Damiano, fino al 1806 dei frati dell'Ordine degli agostiniani scalzi, è un luogo di culto cattolico di Gaeta, situato nel quartiere di Porto Salvo. Su di esso insiste dal 1944 la parrocchia dei Santi Cosma e Damiano, dopo che l'omonima chiesa è stata parzialmente distrutta durante la seconda guerra mondiale.

## Storia
Il quartiere di Porto Salvo si sviluppò a partire dal XVI secolo fuori dalle mura della città medioevale di Gaeta, lungo la costa prospiciente il golfo; il sobborgo era abitato principalmente da pescatori, agricoltori  e artigiani e, nel corso dei secoli, fu oggetto di una notevole espansione.
Nel 1624, Francesco Santilli concesse una sua proprietà all'Ordine degli agostiniani scalzi affinché vi costruissero un loro convento con annessa chiesa; i lavori iniziarono l'anno stesso su progetto dell'artista napoletano Jacopo Lazzari, cui successe il figlio Dionisio, e si conclusero nella seconda metà del XVII secolo.
Nel corso del XVIII secolo, la chiesa venne arricchita internamente con decorazioni e suppellettili; nel 1777 venne fondata la confraternita di Maria Santissima di Porto Salvo, composta principalmente da pescatori, per la quale venne costruito un apposito oratorio annesso alla chiesa.
Nel corso dell'assedio di Gaeta del 1806, il convento venne notevolmente danneggiato e i frati dovettero abbandonarlo; l'istituzione venne soppressa nel 1809 e l'intero complesso requisito e oggetto di spoliazioni, anche se la chiesa rimase sempre aperta al culto; nuovi danni vennero inflitti al convento durante l'assedio del 1860-1861 e dall'abbandono in cui cadde il complesso. Nel XIX secolo vennero rimossi l'organo a canne settecentesco (posto sopra la cantoria di sinistra) e la cantoria di destra; questi vennero rispettivamente sostituiti da uno strumento più piccolo e da un pulpito in legno.
Dopo la seconda guerra mondiale, la chiesa, divenuta sede della parrocchia dei Santi Cosma e Damiano nel 1944, venne restaurata nel 1950: in tal frangente, fra le altre cose, venne demolita la cantoria superstite e gli altari laterali barocchi in scagliola furono sostituiti da nuovi in marmo, più semplici. Con nuovi restauri, negli anni 1980, venne rifatto il rivestimento esterno ad intonaco (in tale occasione venne rimosso l'orologio del campanile con quadrante in maioliche dipinte) e, internamente, rimosse diverse aggiunte posteriori alla costruzione della chiesa.
Nel 2013, la chiesa è stata oggetto di un intervento di restauro conservativo sia interno, sia esterno, in occasione del quale è stato ripristinato l'orologio del campanile.

## Descrizione

### Esterno

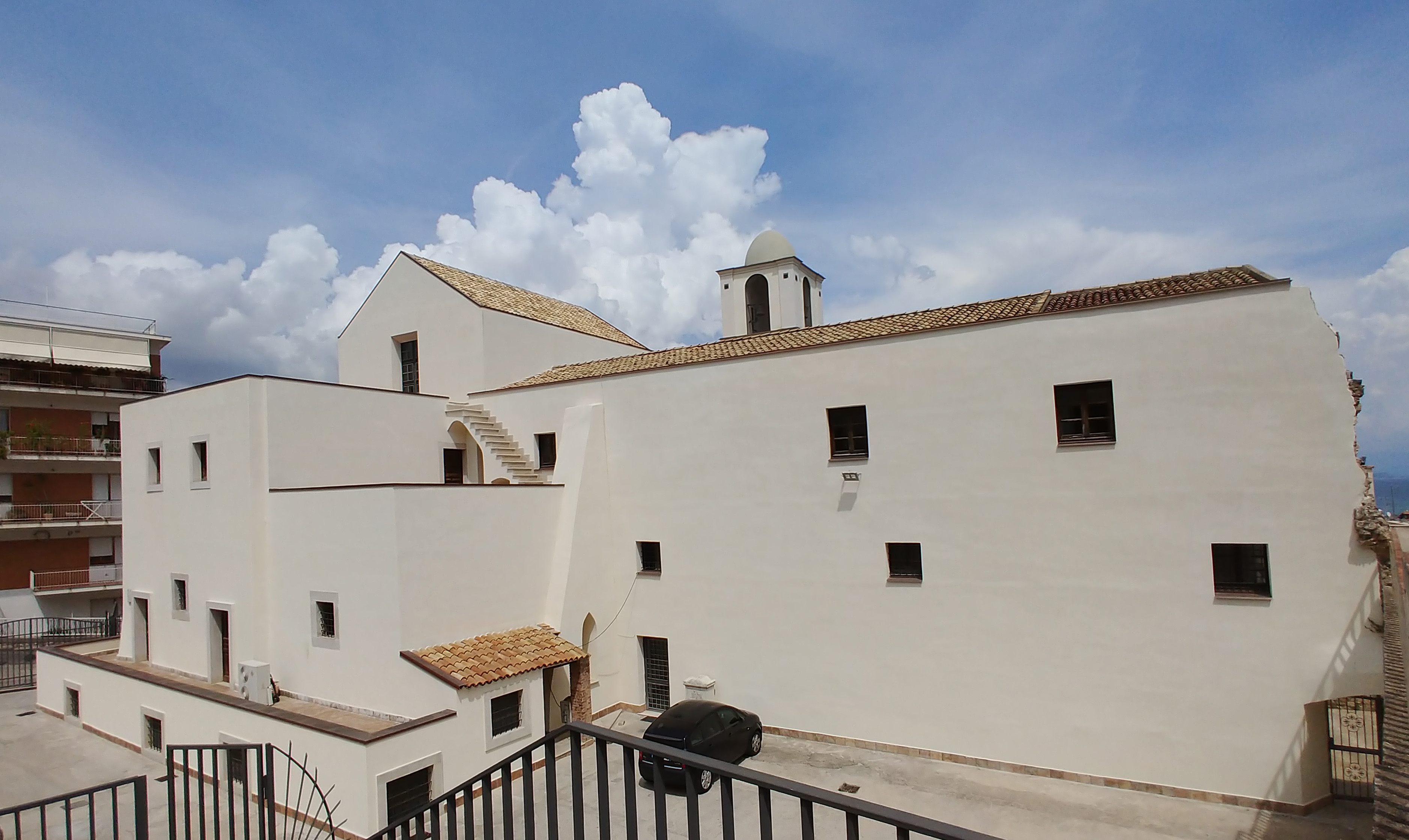
Esterno dell'abside e dell'ex convento.

La chiesa di Santa Maria di Porto Salvo sorge alla sommità di una scenografica scalinata (denominata salita degli Scalzi), che venne costruita nel 1656 in seguito ad un voto fatto alla Madonna; nella realizzazione, venne impiegato del materiale lapideo proveniente dal rivestimento esterno del poco lontano mausoleo di Lucio Sempronio Atratino (I secolo a.C.).
La facciata, intonacata di chiaro secondo la cromia originaria, è caratterizzata dal profilo superiore ad arco ribassato, che si raccorda alle fiancate con due volute. Al centro del prospetto, nella parte inferiore, si apre l'unico portale, in asse con il quale vi è un grande finestrone rettangolare. Alla sinistra della chiesa, si eleva il campanile a base quadrata, con copertura a cupolino; sulla facciata anteriore, al di sotto della cella campanaria, è stato ripristinato nel 2013 l'orologio del 1822, caratterizzato da un quadrante in maioliche policrome.

### Interno

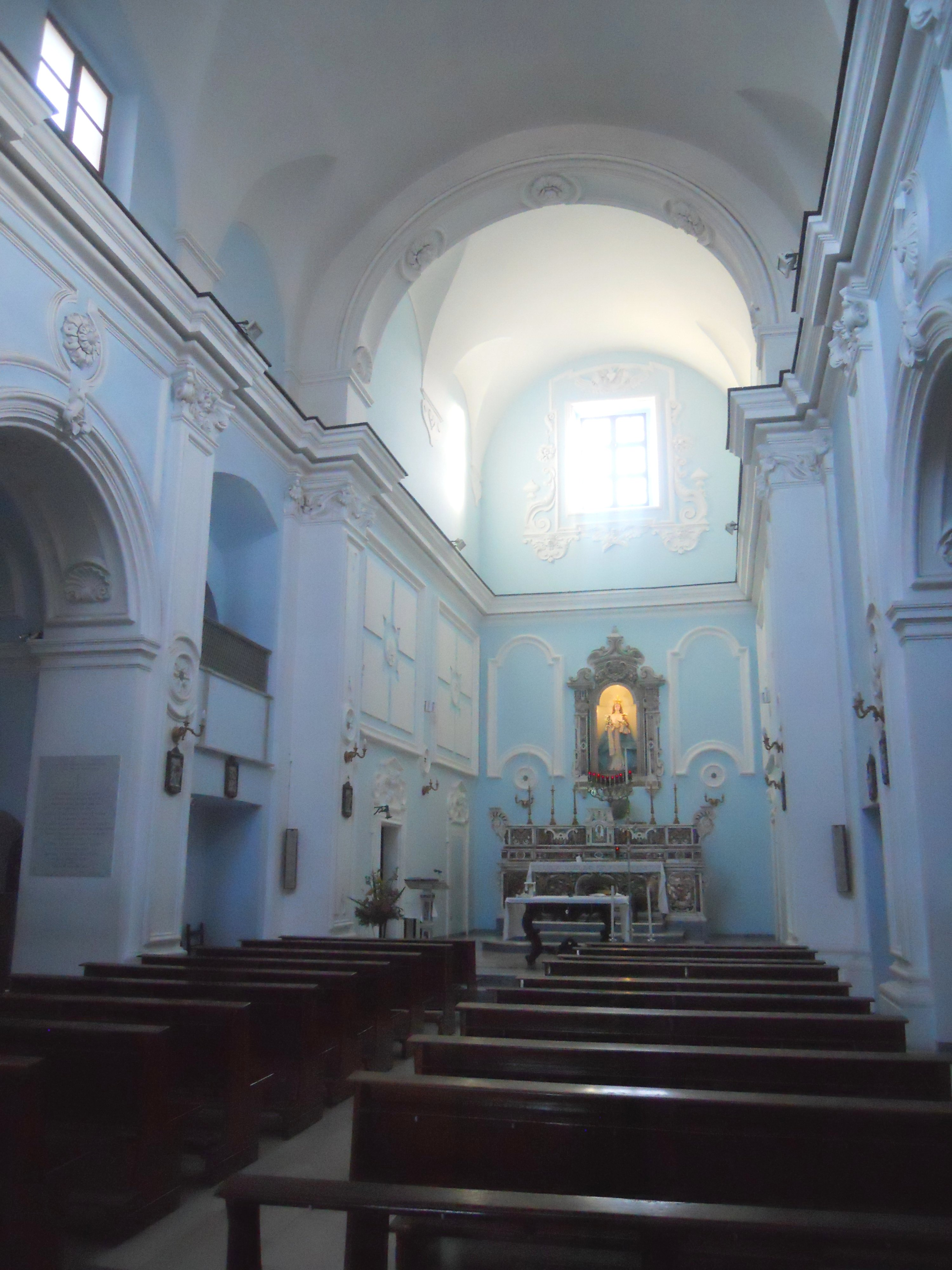
Interno.

L'interno della chiesa, caratterizzato dall'intonaco celeste con elementi decorativi in stucco bianco, è a navata unica coperta con volta a botte lunettata, lungo le cui pareti laterali si aprono quattro cappelle (due per lato), alternate a nicchie con statue policrome di santi; in controfacciata, lo stemma in stucco dell'Ordine degli agostiniani scalzi. Le cappelle sono costituite da un unico ambiente a pianta rettangolare coperto con volta a botte, che dà sulla navata con un arco a tutto sesto: la prima di sinistra ha un moderno altare in marmi policromi del 1950 con inserti barocchi, è sormontato dalla statua di san Francesco di Paola in legno; la prima di destra è dedicata a sant'Antonio di Padova (con statua processionale del santo) ed ha anch'essa un moderno altare in marmo, con mensa poggiante su colonnine; l'altare della seconda cappella di destra è stato ricavato unendo elementi di diversi manufatti barocchi in marmi policromi, ed è sormontato dalle statue lignee processionali dei santi Cosma e Damiano (1837, già nella chiesa omonima e trasferite nell'attuale collocazione nel 1945); quello della seconda cappella di sinistra l'unico superstite di quelli in scagliola, con Crocifisso e Maria nella nicchia che lo sovrasta.

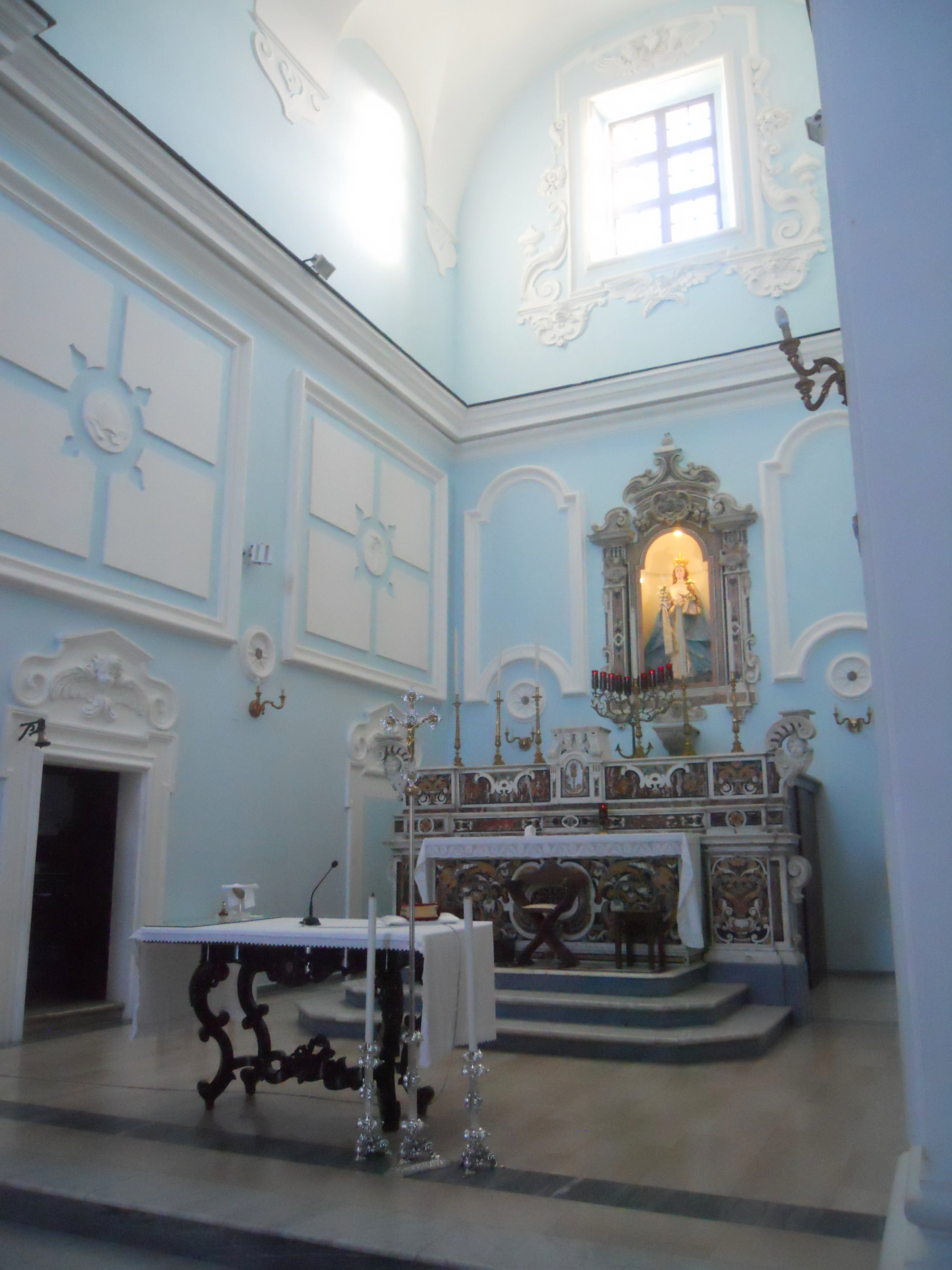
L'abside con l'altare maggiore e la statua della Madonna di Porto Salvo.

La profonda abside, a pianta quadrangolare, è coperta con volta a botte lunettata, più alta rispetto a quella della navata, ed illuminata da una grande finestra rettangolare che si apre nella parete di fondo. L'altare maggiore in marmi policromi venne realizzato da Dionisio Lazzari nel 1675 circa ed in seguito modificato; alla redazione originaria appartengono il paliotto e gli altri intarsi marmorei a soggetto vegetale, mentre il tabernacolo e le due teste d'angelo capoaltare risalgono al secolo successivo; il crocifisso originario, in legno scolpito e dipinto, è situato, privato della sua base, nella sacrestia. Dietro l'altare, in posizione sopraelevata, all'interno di una nicchia con cornice marmorea vi è la statua della Madonna di Porto Salvo, del XVI secolo e radicalmente restaurata nel 1831 (a questa data risale la ricca veste decorata con ricami dorati); essa, dal 1926, viene portata in processione nel quartiere e sul mare la domenica successiva al 15 agosto.
Alla destra dell'abside, con doppio accesso (uno indipendente e uno dalla chiesa), sorge la congrega dei Pescatori, oratorio della seconda metà del XVIII secolo ove si riuniva la confraternita di Maria Santissima di Porto Salvo. A pianta rettangolare con piccola abside, all'interno del quale vi è l'altare in marmi policromi, è caratterizzata dal pavimento in maioliche policrome del presbiterio, dalle decorazioni in stucco e dai seggi lignei lungo le pareti. Nell'ambiente vi sono delle tele di Paolo De Matteis con scene della vita di Gesù; dello stesso autore, la pala dell'altare Madonna di Porto Salvo.
Nella chiesa non vi è organo a canne. Nella parte terminale della parete sinistra della navata, vi è la semplice cantoria del 1950, ricavata demolendo quella seicentesca all'interno della nicchia che ospitava l'organo del XVIII secolo; questo strumento venne sostituito da uno di modeste dimensioni nel XIX secolo, rimosso anch'esso nel 1950. Un organo positivo coevo si trovò, fino alla fine degli anni 1970, nella congrega dei Pescatori.

## Galleria d'immagini

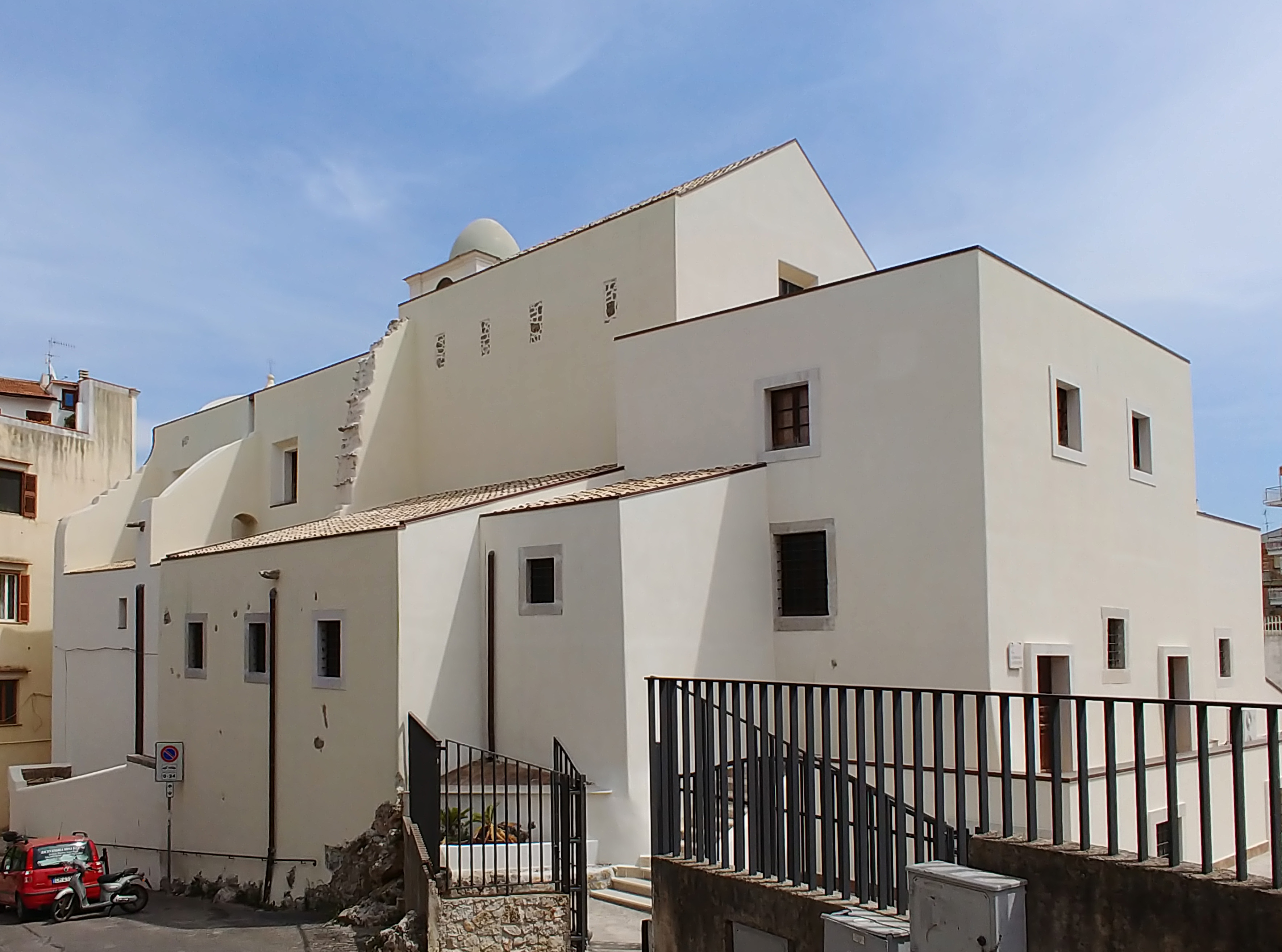
Fiancata destra e abside
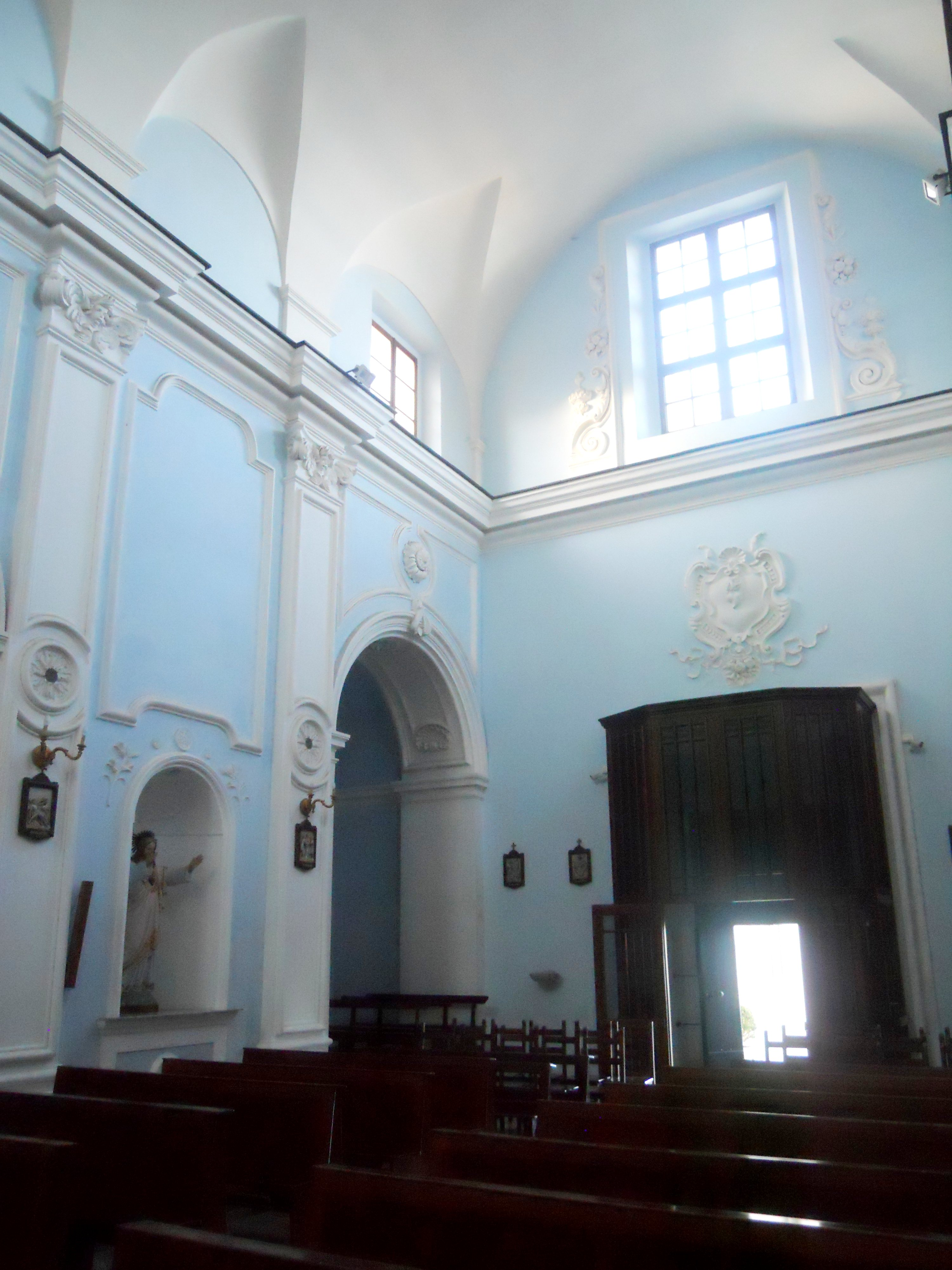
Interno verso la controfacciata
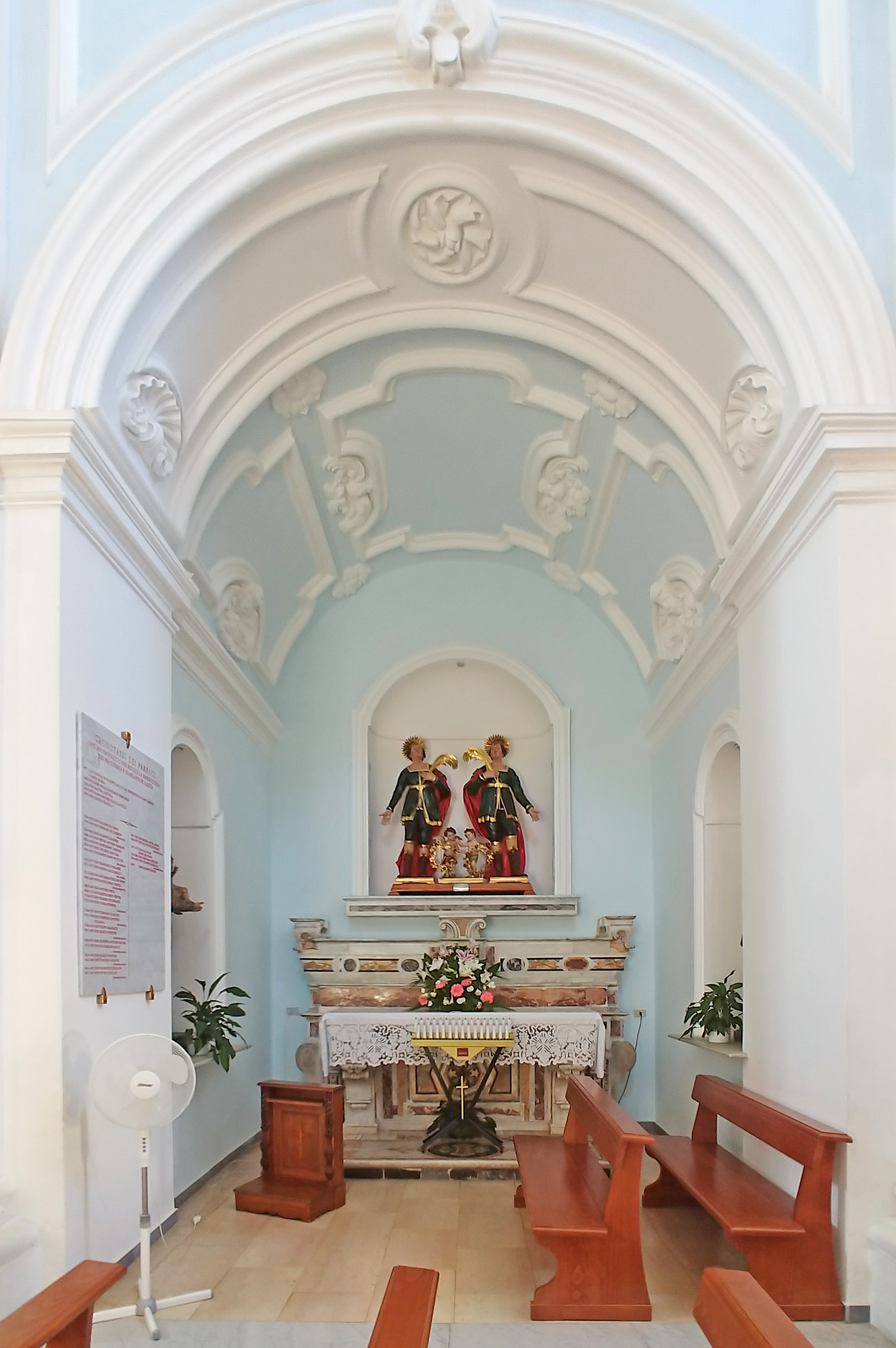
Cappella dei Santi Cosma e Damiano
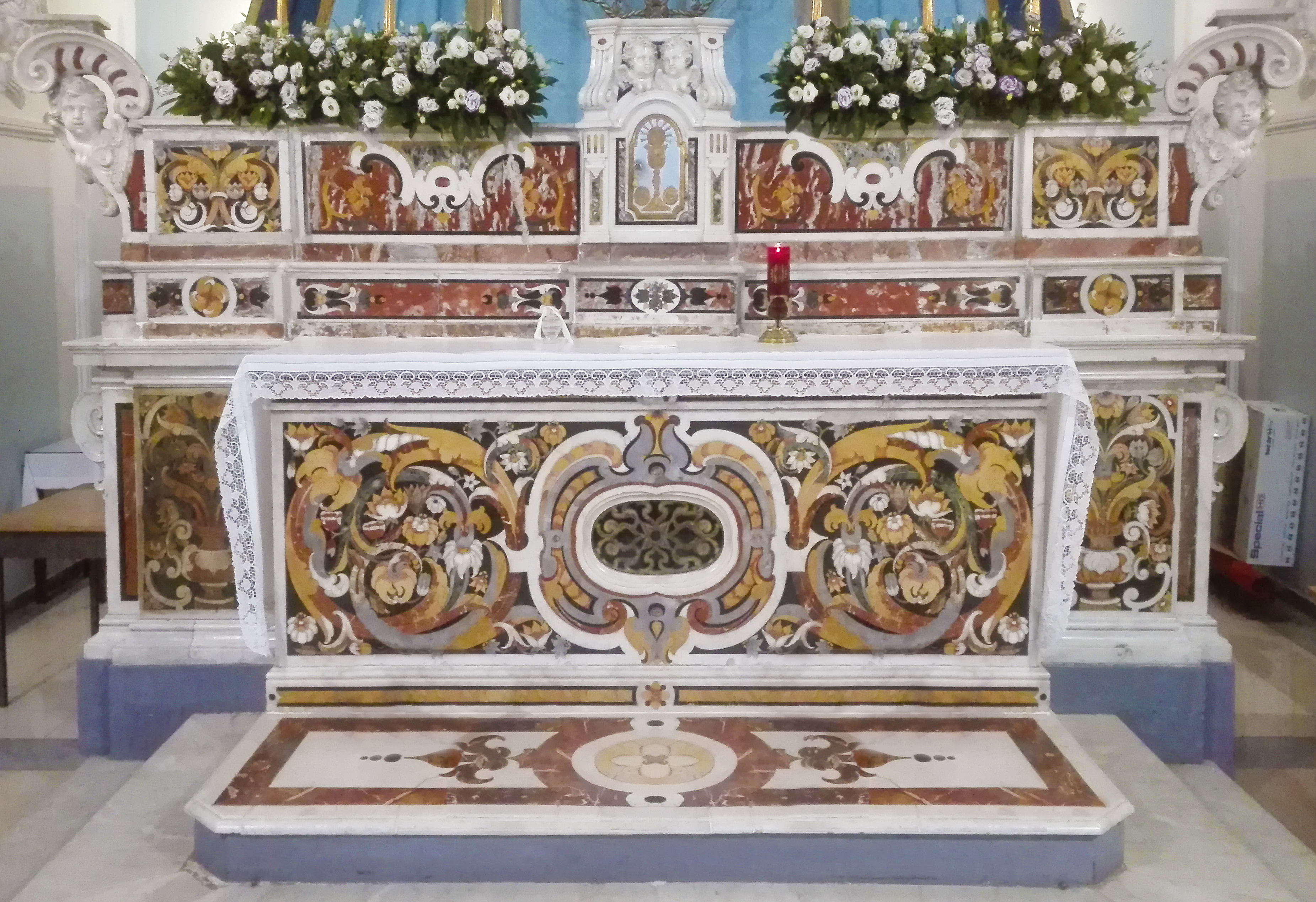
Altare maggiore
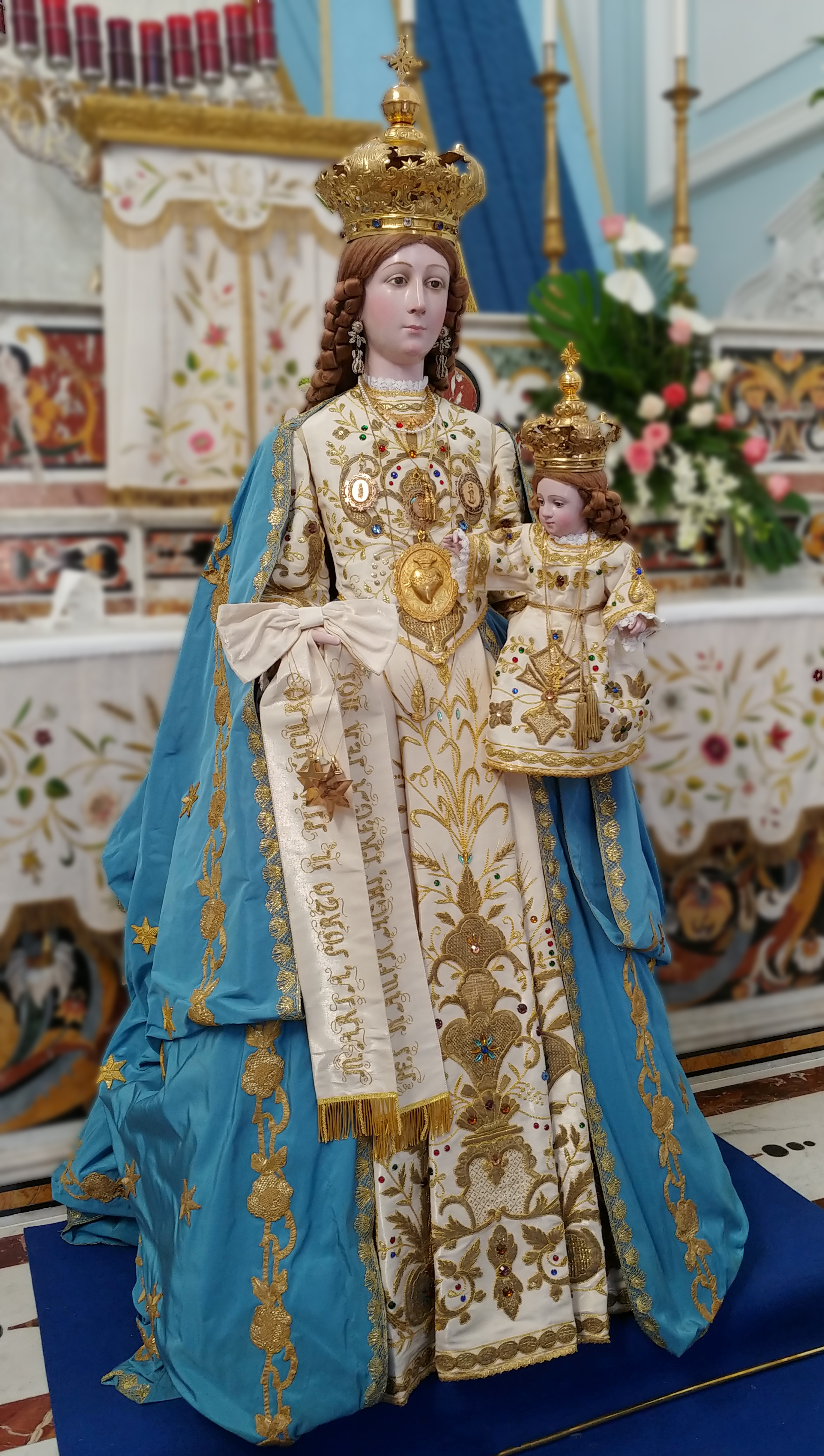
Statua della Madonna di Porto Salvo
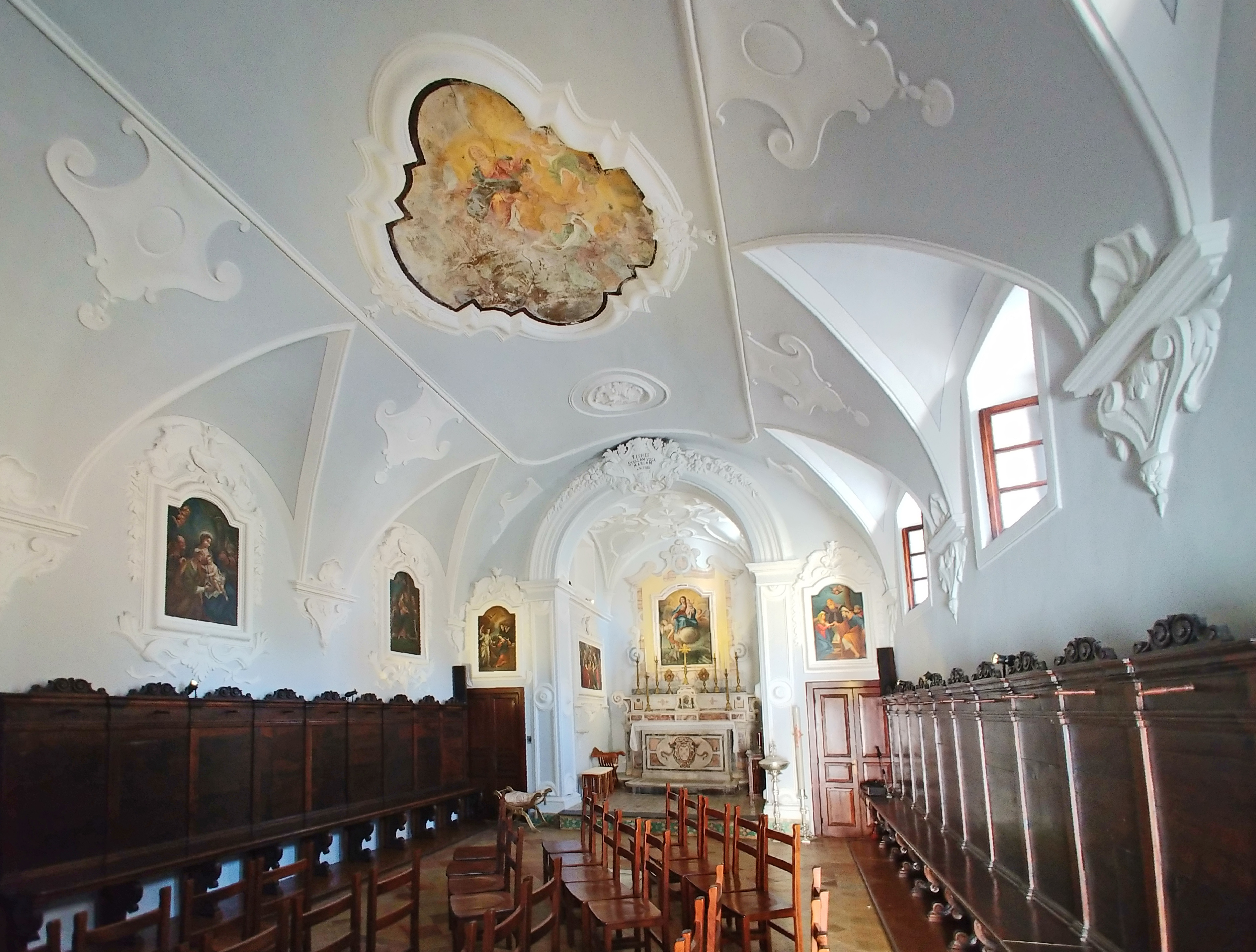
Interno della congrega dei pescatori